# Kruta Dołyna
Kruta Dołyna (ukr. Крута Долина; hist. Chamy) – wieś na Ukrainie, w obwodzie lwowskim, w rejonie lwowskim (wczesniej w rejonie żółkiewskim). W 2001 roku liczyła 26 mieszkańców.